# Gómez González
Cet article concerne le noble espagnol du Moyen Âge. Pour le militant écologique mexicain, voir Homero Gómez González.

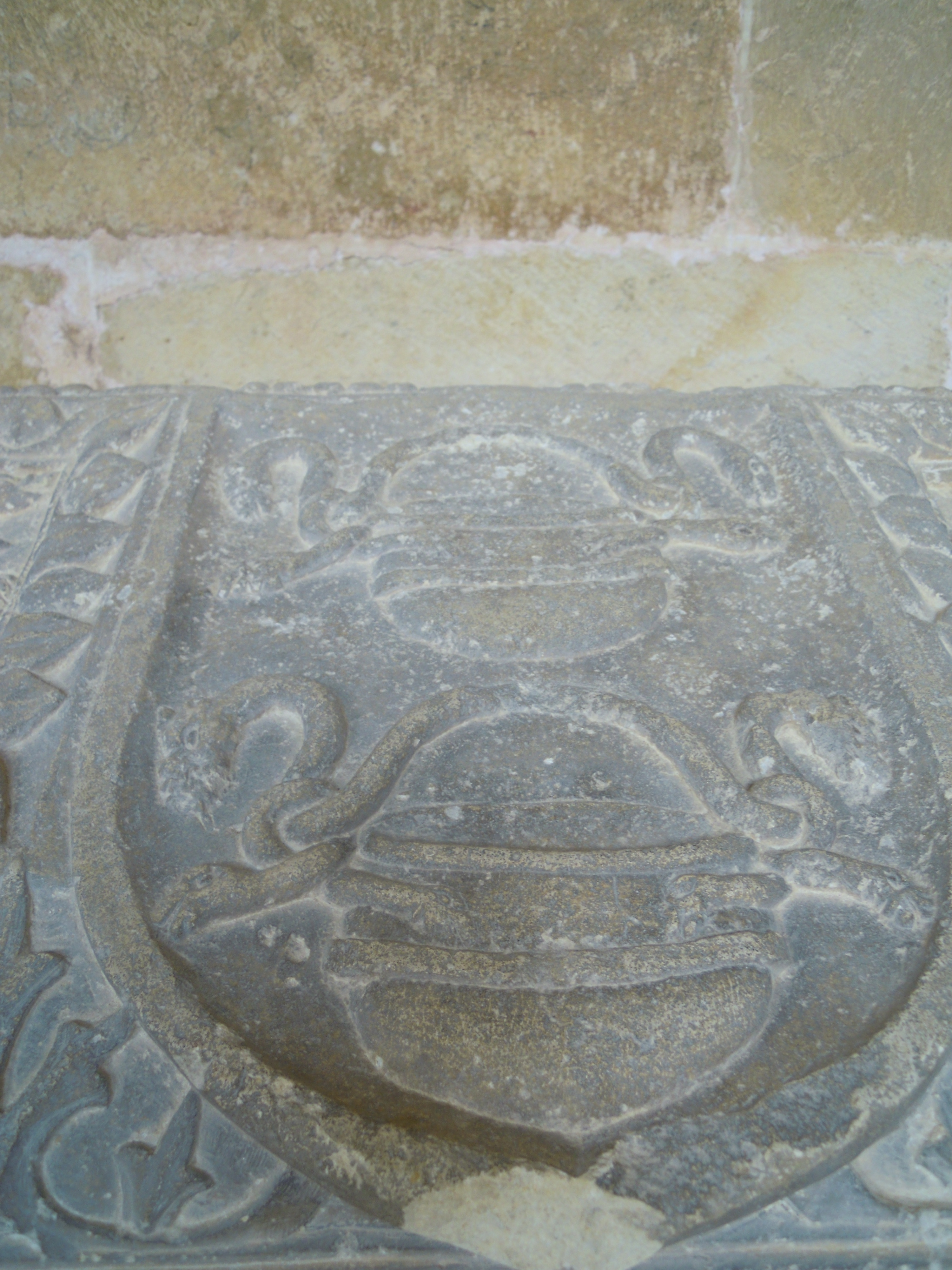
Tombeau du comte Gómez et de sa mère Urraca Muñoz avec les armoiries imaginaires qui leur sont attribuées.

Gómez González (c. 1067-Fresno de Cantespino (Ségovie), 26 octobre 1110), aussi nommé Gómez González Salvadórez, et connu à postériori sous le nom de «comte de Candespina» pour être mort à la bataille de Candespina, est un comte castillan et chef militaire sous le règne du roi Alphonse VI de León.

## Ascendance
Gómez González est le fils du comte Gonzalo Salvadórez (es), tenancier de La Bureba et de sa seconde épouse Sancha Sánchez,. Ses grands-parents paternels sont Salvador González et son épouse Muniadona, et ses grands-parents maternels sont Sancho Macerátiz (es), tenancier de Oca, probablement de la maison royale de Pampelune, et d'Andregoto.

## Biographie
Il nait aux environs de 1067, et est nommé alférez (es) du roi Alphonse VI en 1092, charge qu'il occupa jusqu'en 1098 ou 1099. Il géra différentes tenances à partir de 1087 : La Bureba, Viesgo, Asturies, Mena, Pancorbo, Río Tirón, Castillo de Petralata (es), et Poza de la Sal. En 1075 il apparait pour la première fois dans ses atours comtaux.
À la mort du roi Alphonse VI en 1109 et avant le mariage de Urraque Ire de León avec Alphonse Ier d'Aragon, Gómez González était l'un de ses prétendants, et tout indique qu'il a maintenu avec elle des relations amoureuses. Cette union fut soutenue par la noblesse castillane contre l'avis du père d'Urraca, le roi de Léon Alphonse VI, qui sur son lit de mort décida que pour qu'Urraca hérite du trône de Léon elle devait arranger ses fiançailles avec le roi aragonais Alphonse Ier.
Sa dernière mention connue dans les archives date du 15 octobre 1110 . Il meurt quelques jours plus tard en combattant à la bataille de Candespina dans le camp d'Urraca face aux troupes favorables à son mari,.
Jerónimo Zurita décrit la bataille de la manière suivante :
« Les deux camps commencèrent à se battre, puis le compte Pedro González (de Lara) abandonna l’étendard royal, puis s'enfuit du champ de bataille, et le comte Gómez et ses castillans tenaient le cours de la bataille, mais ils furent finalement brisés et vaincus, et le comte Gómez fut vaincu et tué sur le champ de bataille. »

## Mariage et descendance
Gómez González se marie avec Urraca Muñoz, la sœur du comte Rodrigo Muñoz et de Jimena Muñoz, maitresse du roi Alphonse VI. Une fois veuve, Urraca se marie avec le comte Beltrán de Risnel.
De ce mariage naitront :
- Rodrigo Gómez, comte de La Bureba[10],[11]. En 1126 il signe un document où il se décrit filius comitis Gomez Gonzalivz et filius comitisse Urrache Moniuz. Il se marie avec Elvira Ramírez, la fille du comte Ramiro II de Monzón[12] et de Cristina Rodríguez, elle-même fille du Rodrigo Díaz de Vivar, — dit El Cid Campeador ou simplement El Cid (Le Cid en français) — et de Chimène Diaz. Ils apparaissent pour la première fois ensemble quand ils donnent ensemble au Monastère de San Salvador de Oña des terres et des palais à Villaverde dans l'alfoz (es) d'Ubierna
- Diego Gómez, fondateur du Monastère de Sainte-Marie de la Vid et son premier abbé. Il mourut avant le 18 décembre 1135, date à laquelle ses frères Rodrigo, Sancha et Estefanía font un don au Monastère de Oña en mémoire de l'âme de leur frère Diego Gómez[11].
- Estefanía Gómez [11]
- Sancha Gómez[11]
- Gonzalo Gómez, qui est confirmé dans le Monastère de San Millán de la Cogolla en 1114 en se nommant Gonzalvo Gomez, filius comitis, étant le seul comte Gómez à cette date, le comte Gómez González. C'est de lui que viennent les Manzanedo[13]